# Куантанска битка
Куантанска битка от 10 декември 1941 година е морска битка край Куантан в Южнокитайско море, на Югоизточноазиатския театър на Втората световна война.
При нея флотските военновъздушни сили на Япония откриват група кораби на Великобритания, патрулиращи източно от бреговете на Малая. При последвалата въздушна атака групата е унищожена, като линейният кораб „Принс оф Уелс“ (HMS Prince of Wales (53)) и линейният крайцер „Рипалс“ (HMS Repulse (34)) са потопени. Битката значително намалява капацитета на британския флот в региона.